# Grote lupineluis
De grote lupineluis (Macrosiphum albifrons) is een insect uit de familie der bladluizen Aphididae.

## Kenmerken
Dit insect is met zijn lengte van 3,5 tot 4,5 mm een van de grotere bladluizen. Hij heeft een blauwgroen lichaam, dat bedekt is met een laagje witte was, waardoor hij gemakkelijk te onderscheiden is van andere bladluissoorten.

## Voortplanting
Ze planten zich parthenogenetisch voort (d.w.z. zonder bevruchting) en produceren levende, parthenogenetische dochters. In hete en droge perioden groeit de populatie snel en in een mum van tijd zijn de stengels en bloemen van lupineplanten compleet bedekt met dicht opeengepakte kolonies bladluizen.

## Schade aan planten
Het insect is zeer schadelijk voor de lupineplanten. Hun bloemen verwelken en sterven, en uiteindelijk kunnen hele planten het begeven. De luis kan ook het bonenscherpmozaïekvirus verspreiden, die in Lupinus albus is aangetroffen.

## Verspreiding en leefgebied
Hij komt wijdverspreid voor in de Verenigde Staten. In 1981 was hij voor het eerst in Engeland waargenomen en sindsdien verspreidt hij zich door Europa.

## Bestrijding
De natuurlijke vijanden zijn: lieveheersbeestjes, larven van zweefvliegen en gaasvliegen en parasitaire wespen. Deze kunnen echter weinig uitrichten als de bladluizen op bittere cultivars van lupine voorkomen, aangezien deze hoge concentraties alkaloïden bevatten, die ervoor zorgen dat de bladluizen giftig worden, zodat ze ongenietbaar worden.